# Cryptocephalus pallidicinctus
Cryptocephalus pallidicinctus är en skalbaggsart som beskrevs av Henry Clinton Fall 1932. Cryptocephalus pallidicinctus ingår i släktet Cryptocephalus och familjen bladbaggar. Inga underarter finns listade i Catalogue of Life.